# Laufen-Uhwiesen
Laufen-Uhwiesen é uma comuna da Suíça, no Cantão Zurique, com cerca de 1.466 habitantes. Estende-se por uma área de 6,27 km², de densidade populacional de 234 hab/km². Confina com as seguintes comunas: Benken, Dachsen, Feuerthalen, Flurlingen, Jestetten (DE - BW), Neuhausen am Rheinfall (SH), Schlatt (TG), Trüllikon.
A língua oficial nesta comuna é o Alemão.